# 輔大花園觀光夜市
輔大花園觀光夜市，簡稱輔大夜市，位於新北市泰山區，曾具有相當的知名度，並且每週都會不定期藝人演出及互動活動。

## 概要
該夜市鄰近輔仁大學後門，但與輔大毫無關係。
輔大花園夜市於2011年10月21日開幕，占地2,500坪，在原來新北市泰山區中山路二段666號的空地營業，曾號稱是北台灣最大規模的夜市，以各國美食小吃為特色。
輔大花園夜市總共規劃504個攤位，實際攤位200多個，每星期四、五、六、日 17:00-00:00營業。
2013年7月曾因颱風蘇力破壞而短暫停業一個月，2017年12月更換新任經營者，新業者投資新台幣2,000萬元為夜市攤檔地段加裝遮雨棚、改善通風設備並重新規劃路線，也祭出85折消費券，以藉此改善流失的人潮，但夜市本來特色已失去，逐漸沒落，2018年實際攤位僅剩不到高峰時期的十分之一。2018年4月輔大花園夜市地主決定委外經營，夜市則於當月月底停業，並轉型為其他業務。

## 毗鄰設施
- 輔仁大學
- 輔仁大學附設醫院

## 交通
- 輔大站（臺北捷運）
- 輔大醫院站（規劃中；桃園國際機場捷運）
- 泰山貴和站（營運中；桃園國際機場捷運）

## 外部連結
- 官方网站
- 輔大花園觀光夜市的Facebook專頁
- 新北市政府觀光旅遊局介紹[永久]